# Diabolo (Spielgerät)

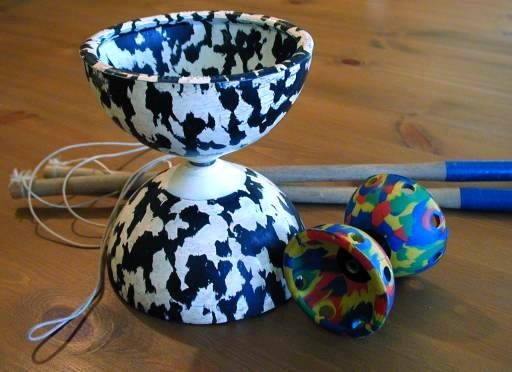
Zwei Halbkugel-Diabolos, das kleinere mit Luftlöchern zur Tonerzeugung und ein Paar Handstöcke

Diabolo (von altgriechisch διαβάλλω diabállô „ich werfe hinüber“, von διαβάλλειν diabállein ‚durcheinanderwerfen‘, ‚hinüberwerfen‘) ist ein Spielgerät, mit dem man jonglieren kann.

## Beschreibung

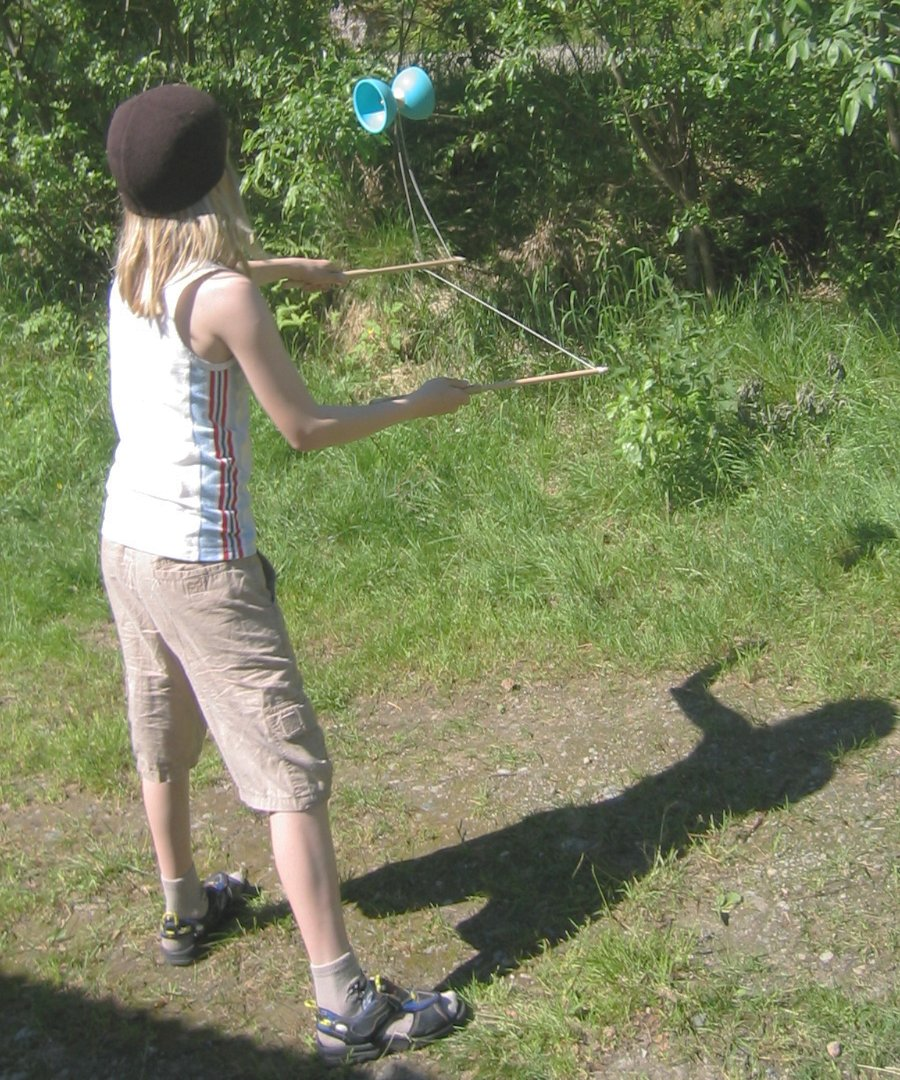
Ein Kind beim Durchführen eines Diabolo-Tricks: Das Diabolo wird um den linken Stock geschwungen und wieder auf dem Seil aufgefangen.

Es besteht aus einem üblicherweise aus Kunststoff, Gummi oder Holz, seltener auch aus Metall oder sogar Glas gefertigten Doppelkegel oder Doppel-Kugelhalbschalen (Öffnung nach außen), der in der Mitte mit einer metallenen oder hölzernen Achse verbunden ist. Das Diabolo wird auf ein Seil gesetzt, das an seinen Enden an zwei Handstöcken befestigt ist. Durch Bewegen des Seils wird das Diabolo in Rotation um seine Längsachse versetzt. Durch die Kreiselbewegung wird das Diabolo stabilisiert, so dass man es hochwerfen und wieder auf dem Seil auffangen, anderen Spielern zuwerfen oder weitere Tricks durchführen kann.

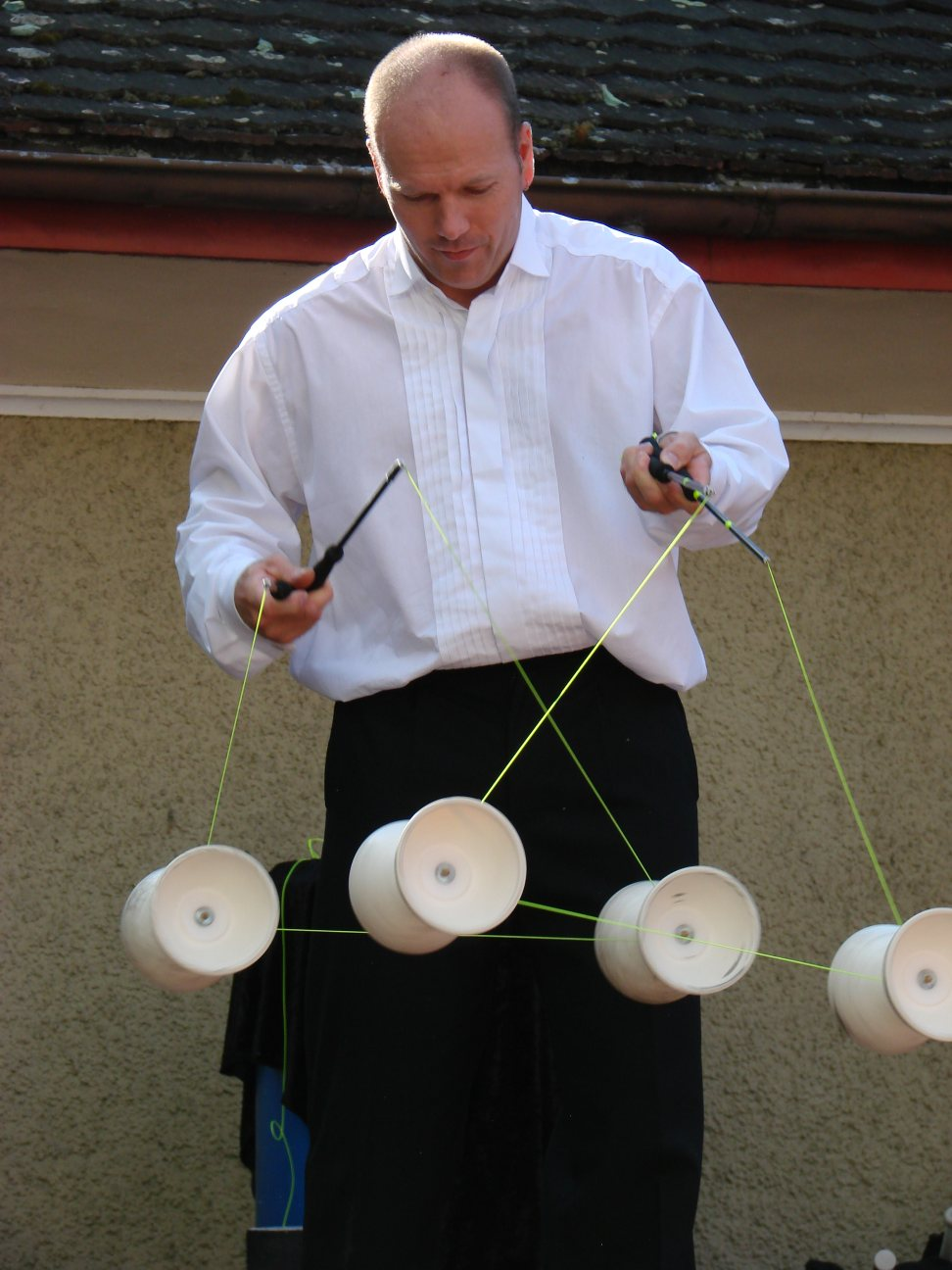
Stefan Zimmermann mit vier Diabolos

Hohes Werfen und Fangen ist einer der einfacheren Tricks mit einem Diabolo. Es gibt wesentlich schwierigere. So kann man zum Beispiel auch mit mehreren Diabolos (zwei bis fünf) gleichzeitig in einer Schnur spielen.
Es gibt verschiedene Arten von Ergänzungen für Diabolos, wie z. B. Gewichtssätze, die das Diabologewicht erhöhen, breite Achsen, Ultraleichtkits oder Zusatz-LEDs, die das Diabolo beleuchten.

## Zubehör und Ergänzungen
Verschiedene führende Diabolohersteller bieten neben der Grundausstattung Diabolo, Stöcke und Schnur auch eine Reihe von Zubehör und Modifikationen an:
- Breite Laufrolle: Eine Achse, die breiter ist als die ursprünglich eingebaute. Die Länge der Achse kann von 5 mm bis 35 mm variieren. Sie dient dazu, das Diabolo auf den Fingern drehen zu lassen und für weniger Reibung beim „Sliden“ (das Diabolo auf dem Stock drehen lassen).
- Breite Naben: Ein Teil, welches auf beiden Seiten zwischen Laufrolle und Halbschale sitzt. Durch die erhöhte Breite wird die Reibung der Schnur am Diabolo reduziert und das Diabolo bekommt einen stabileren Lauf.
- Gewichte: Zwei Metallringe, die in die Schalen des Diabolos eingebaut werden. Sie verleihen dem Diabolo eine bessere Führung und einen ruhigeren Lauf. Die Gewichte können von 6 g bis zu 12 g schwer sein.
- Ultraleichtkits, mit denen das Gewicht reduziert wird
- Lichtsets: batteriebetriebene LEDs werden in eine der beiden oder in beide Schalen des Diabolos eingebaut. Hiermit können nachts interessante und aufregende Effekte entstehen. Manche Diabolo-Arten verfügen zusätzlich über lichtdurchlässige Schalen.
- Feuerdiabolos aus Metall. In jeder der zwei kegelförmigen Hälften befindet sich in der Mitte ein Docht. Dieser wird meistens mit Paraffin, einem flüssigen Brennstoff oder ähnlichem getränkt und dann entzündet. Somit lassen sich im Dunkeln beeindruckende Effekte erzielen.
- Diabolostöcke sind normalerweise aus Holz gefertigt, werden aber auch aus Aluminium, Plexiglas oder mit Kohlenstoff- oder Glasfasern verstärktem Kunststoff hergestellt.
- Schnur: Es gibt eine Unzahl von Schnurarten, die alle verschiedene Haftfähigkeit besitzen, was sich extrem auf die Spielweise auswirken kann. So ist es zum Beispiel sehr schwer, mit zwei Diabolos zu spielen, wenn man mit einer Schnur spielt, die sehr wenig Haftfähigkeit besitzt. Außerdem ist Schnur in sehr vielen Farben, die sich eigentlich nicht auf die Spielweise auswirken, erhältlich.

## Geschichte

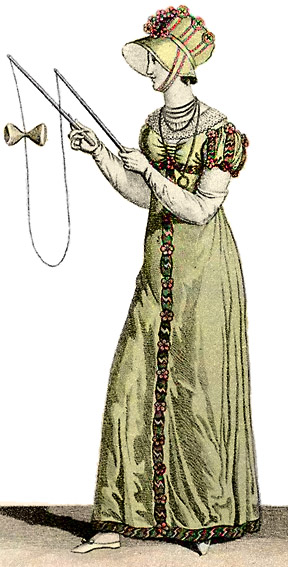
Diabolo spielende Pariserin um 1812

Funde aus der Steinzeit lassen vermuten, dass in der Vorzeit ein Spiel dieser Art bekannt war (Diabolo aus Knochen oder Holz, Stöcke aus Holz, Schnur aus Pflanzenfasern, Sehnen). Überlieferungen zufolge gab es 1766 v. Chr. Diabolo-Spieler in der Shang-Dynastie. Das Diabolo wurde um 1794 zur Zeit des Kaisers Qianlong vom englischen Botschafter in China, Lord George Macartney, nach Europa eingeführt. In Frankreich, wo das Spiel besonders in der ersten Hälfte des 19. Jahrhunderts beliebt war, hieß es seit 1812 „le Diable“ – der Teufel (wegen der Ableitung des Wortes für „Teufel“ in den romanischen Sprachen (italienisch diavolo, spanisch diablo, französisch diable) aus demselben griechischen Wort wie das Spiel heute wurde es in diesen Ländern auch „Teufel“ genannt). In China heißt es Kouen-Gen (den Bambus pfeifen lassen) oder (Dǒu) Kōng Zhú (leerer (Rüttel) – Bambus (chinesisch (斗)空竹)) und wurde aus Bambus (Diabolo wie Stöcke) oder getriebenem Metall (Diabolo) gefertigt. Während der Rotation in der Luft surrten die Diabolo-Doppelkegel oder -Doppelscheiben aus Bambus wegen der Drehzahl und der Löcher am Außenrand. Bei entsprechender Drehzahl und Konstruktion können Diabolos aus Metall oder Kunststoff ebenfalls surren. In Südost- und Ostasien wird das Erzeugen des Surrens als erstes Lernziel angestrebt, bevor man sich die eigentlichen Spielkunstgriffe aneignet. Während in Europa die Doppelhohlkörper (Kegel, Halbkugeln) benutzt werden, bevorzugt man in China Doppelhohlscheiben auf einer etwas längeren Achse, auch als „Chinesisches Jo-Jo“ bekannt. Anfang des 20. Jahrhunderts schufen der Franzose Verleger Gustave Philippart und der Brite Charles Burgess Fry das Wort „Diabolo“, unter dem das Spiel auch in Deutschland Mode wurde. In Frankreich wurde das Diabolospiel seitdem wieder neu aufgebracht. Bis in die 1950er Jahre war es auch in Deutschland allgemein verbreitet. Seit den 1980er Jahren wird es wieder vermehrt gespielt.
Das Diabolo soll außerdem von den Eskimos gespielt worden sein. Sie fertigten die notwendigen Utensilien aus Knochen und Sehnen von Tieren. Mehrere der Geschichtsinformationen entstammen dem Standardwerk von Todd Strong.

## Tricks und Trickkategorien

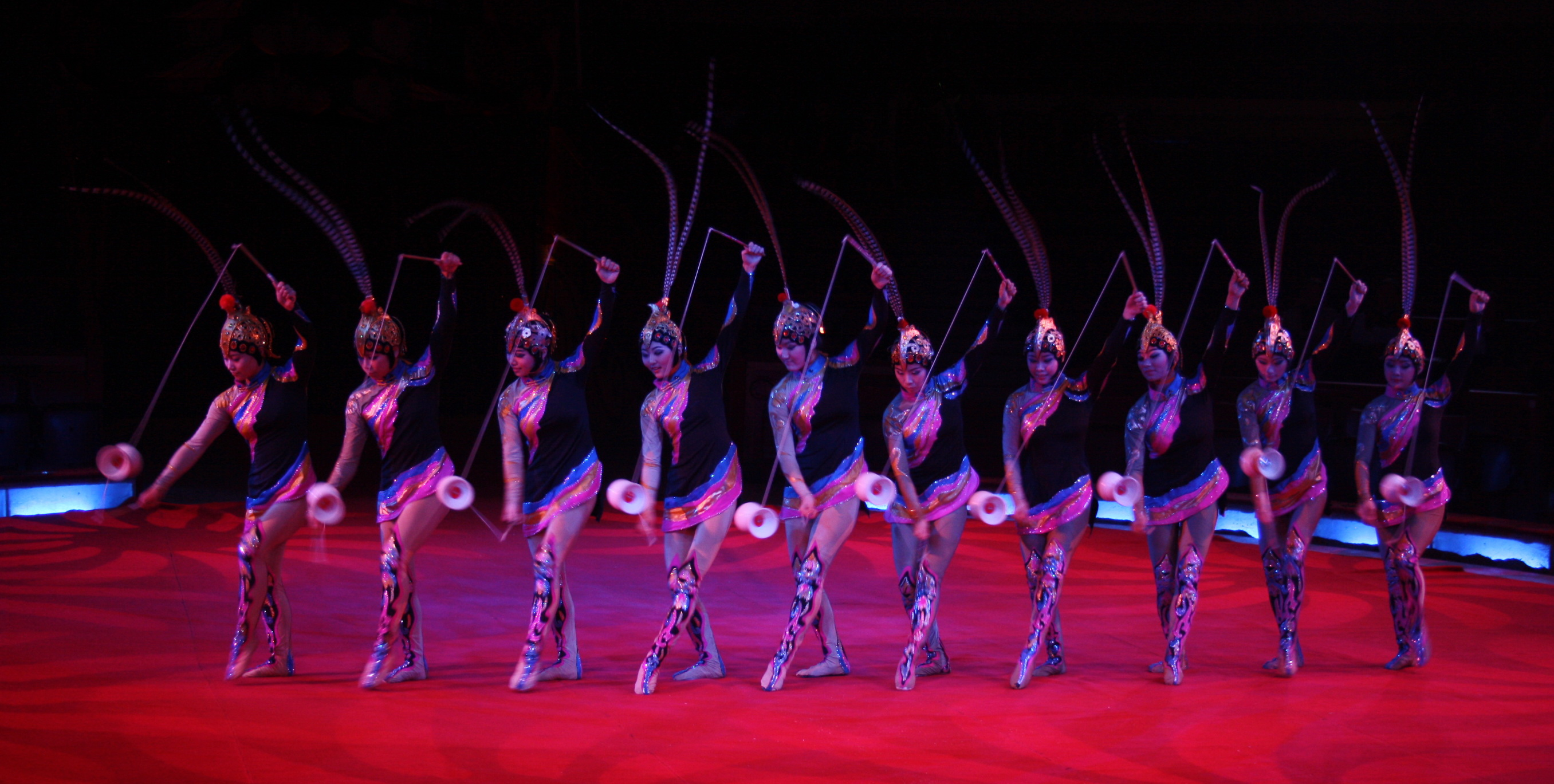
Diabolo-Darbietung im Zirkus

Die meisten Leute beschränken sich beim Diabolospielen auf das Hochwerfen und wieder Auffangen. In der Diaboloszene sind jedoch eine Vielzahl verschiedener Tricks bekannt. Der wahrscheinlich bekannteste und einfachste Trick ist das sogenannte Trapez. Dabei wird das Diabolo so um einen Handstab geschwungen, dass es eingewickelt wieder auf der Schnur gefangen wird. Die verschiedenen Tricks werden in verschiedene Kategorien eingeteilt:
Suns

Sonnen oder Weltreisen: Tricks, bei denen das Diabolo kreisförmig um oder zwischen den Stäben hindurch geschwungen wird.
Stringtricks

Schnurtricks: Bei diesen Tricks wird mit der Schnur ein Muster gebildet, während sich das Diabolo auf ihr befindet. Diese Tricks orientieren sich stark am Jo-Jo.
Bodytricks und Bodycombos

Körpertricks: Das Diabolo wird bei diesen Tricks über oder um verschiedene Körperteile wie den Arm oder das Bein geworfen oder geschwungen.
Suicides

Sogenannte Selbstmorde: Bei diesen Tricks werden ein oder zwei Stäbe losgelassen und umgehend wieder gefangen. Hierfür gibt es verschiedene Möglichkeiten. Die einfachste ist der Chinese Suicide. Bei diesem Trick führt man zuerst das Trapez aus und wirft dann den losen Stab einmal um den anderen Stab und fängt ihn wieder. Außerdem gibt es die Integral Suicide. Es handelt sich dabei um Tricks, die in letzter Zeit populär geworden sind. Es wird mit der Schnur eine Schlaufe um das Diabolo gebildet, an der man dann das Diabolo festhält, während die beiden Stäben entweder in gleicher Richtung (normal) oder entgegengesetzt (Butterfly) um das Diabolo rotieren. Bei den Genocides verlässt das Diabolo die Schnur und wird wieder aufgefangen, indem man einen Stab loslässt und um das Diabolo schwingt.

## Spielweisen
Vertax

Das Diabolo wird in vertikale Lage gebracht und so durch ständige Rotation des Körpers und Antreiben des Diabolos in Drehung gehalten. Viele Tricks aus den oben genannten Kategorien sind im vertikalen Spiel möglich. Auch Tricks mit zwei und drei Diabolos Vertax sind möglich (Alexis 123 Vertax).
Mehrere Diabolos auf einer Schnur
- low: die Diabolos werden zum Teil auch durch ihr Eigengewicht kreisförmig übereinander geworfen. Auch hier sind viele Tricks aus den oben genannten Kategorien möglich. (Rekord: fünf Diabolos „low“ auf einer Schnur z. B. Robin Spinelli in The Black Sheep).
- high: die Diabolos werden auch im Kreis, jedoch höher geworfen. Im Gegensatz zum low-Spielen befindet sich immer nur ein Diabolo auf der Schnur. So sind mehrere Diabolos möglich. Der Rekord liegt bei fünf Diabolos auf der Bühne, im Training sind mittlerweile einige Artisten dabei 6 Diabolos auf einer Schnur zu spielen.[6]